# Coptocephala gebleri
Coptocephala gebleri es un coleóptero de la familia Chrysomelidae.
Fue descrita científicamente en 1841 por Gebler.